# George Porter (zapaśnik)
George Porter – amerykański zapaśnik w stylu wolnym. Brązowy medal na mistrzostwach panamerykańskich w 1994 roku.